# سرمایش سیزیف

نمایشی از سرمایش سیزیف

سرمایش سیزیف (برگرفته از نام سیزیف، یکی از اساطیر یونانی) روشی است که با استفاده از آن می‌توان اتم‌ها را تا دمایی کمتر از دمای دوپلر سرد کرد. این روش به دلیل تشابه شیوه عملکرد آن با مجازات سیزیف در اساطیر یونانی نام گذاری شده‌است.

## پیشینه
این روش و مبنای فیزیکی آن، اولین بار توسط استیون چو و کلود کوهن تانوژی مطرح شد.، استیون چو و کلود کوهن تانوژی به همراه ویلیام دانیل فیلیپ جایزهٔ نوبل سال ۱۹۹۷ را به خاطر پژوهش هایشان در زمینهٔ به دام اندازی اتم‌ها و سرمایش لیزری دریافت کردند.

## روش کارکرد
این اتفاق در این روش ناشی از گرادیان قطبش ِ ایجاد شده توسط دو باریکه لیزری منتشر شونده در جهت مخالف یکدیگر و با قطبش متعامد است. اتم‌های حرکت کننده تحت تابع پتانسیل ایجاد شده توسط موج ایستاده ی ناشی از تداخل دو باریکه لیزری منتشر شونده در جهت مخالف، با حرکت به سمت پتانسیل بالاتر در میدان پتانسیل، انرژی جنبشی خود را از دست می‌دهند، اما با رسیدن به قله پتانسیل در موج ایستاده، توسط پمپاژ نوری مجدداً به کمینهٔ آن بر می‌گردند. در نتیجه اتم‌ها فقط در راستای افزایش پتانسیل و در نتیجه از دست دادن انرژی جنبشی حرکت می‌کنند.
با تکرار این فرایند می‌توان به دماهایی پایین تر از حد سرمایش دوپلر دست یافت.